# クレメンツ・マーカム
クレメンツ・ロバート・マーカム（英: Clements Robert Markham、1830年7月20日 - 1916年1月30日）は、イギリスの地理学者、探検家、著作家である。1863年から1888年まで王立地理学会の書記官を務め、その後は会長を12年間務めた。この会長であったときに、1901年から1904年の国営南極遠征隊を組織する責任者となり、ロバート・スコットにその極地での経歴を始めさせることになった。

## 略歴
マーカムはイギリス海軍の士官候補生としてその経歴が始まり、その時代にジョン・フランクリン卿の失踪した遠征隊を探すために送られた多くの調査の1つとして、HMSアシスタンスで北極に行った。後にインド担当省の地理学者となり、ペルーの森原産のキナを集め、インドに移植するプロジェクトを担当した。これによってインド政府は、マラリヤの特効薬であるキニーネを抽出できる国内資源を確保できた。ロバート・ネピア卿によるアビシニア（エチオピア帝国）遠征軍でも地理学者を務め、1868年のマグダラ陥落のときに同席した。
マーカムの王立地理学会長としての大きな功績は、19世紀末にイギリスの南極探検に関する興味を復活させたことであり、実に50年ぶりのことだった。国営南極遠征隊を如何に組織するかについて、はっきりとした考えを持っており、スコット大佐の指揮下に海軍の事業として実施されるよう、しっかりと動いた。このために科学界の多くから敵意と反対を受け、それに打ち勝った。遠征の後の時代には、スコットの経歴を擁護し続け、その他当時の探検家の業績を無視し、軽視するまでになった。
マーカムは生涯を通じての旅人であり、多作な著作家だった。その作品には歴史書、旅行記、伝記があった。王立地理学会のために多くの論文や報告書を書き、ハックルート協会のために編集や翻訳を行い、その会長にもなった。公的、また学界の表彰を受けており、地理学の分野に大きな影響を与えたと認められた。ただし、その作品の多くは学術的というよりも、熱心さに基づいていたと認識された。マーカムの名前を抱く地形としては、1902年にスコットが名付けた南極のマーカム山がある。

## 子供時代
クレメンツ・ロバート・マーカムは1830年7月20日に、ヨークシャーのスティリングフリートで生まれた。父はデイビッド・マーカム牧師であり、スティリングフリートの教区牧師だった。一族は、ライト・オナラブルかつモースト・レブランド、元ヨークの大司教で王室の家庭教師だったウィリアム・マーカム博士の子孫だった。この王室とのコネがあったことにより、父のデイビッドは1827年にウィンザーの名誉律修司祭に指名された。マーカムの母キャロライン（旧姓ミルナー）は、ヨークシャー州ナン・アップルトン・ホールの准男爵ウィリアム・ミルナー卿の娘だった。
1838年、ベリー・レブランドのデイビッド・キャノン・マーカムがエセックス州コルチェスターに近いグレートホークスリーの教区牧師に指名された。その1年後、マーカムは教育を受けるようになり、まずチーム・スクールで、後にウェストミンスター・スクールに通った。大変利発な生徒であり、特に地質学と天文学に興味を持ち、幼い頃から多作な著作家であり、余暇の多くを執筆に使った。ウェストミンスターは、「素晴らしく喜びに満ちた場所」となり、特にボート競技に興味を持ち、テムズ川でのレースではコクスンを務めることが多かった。

## イギリス海軍

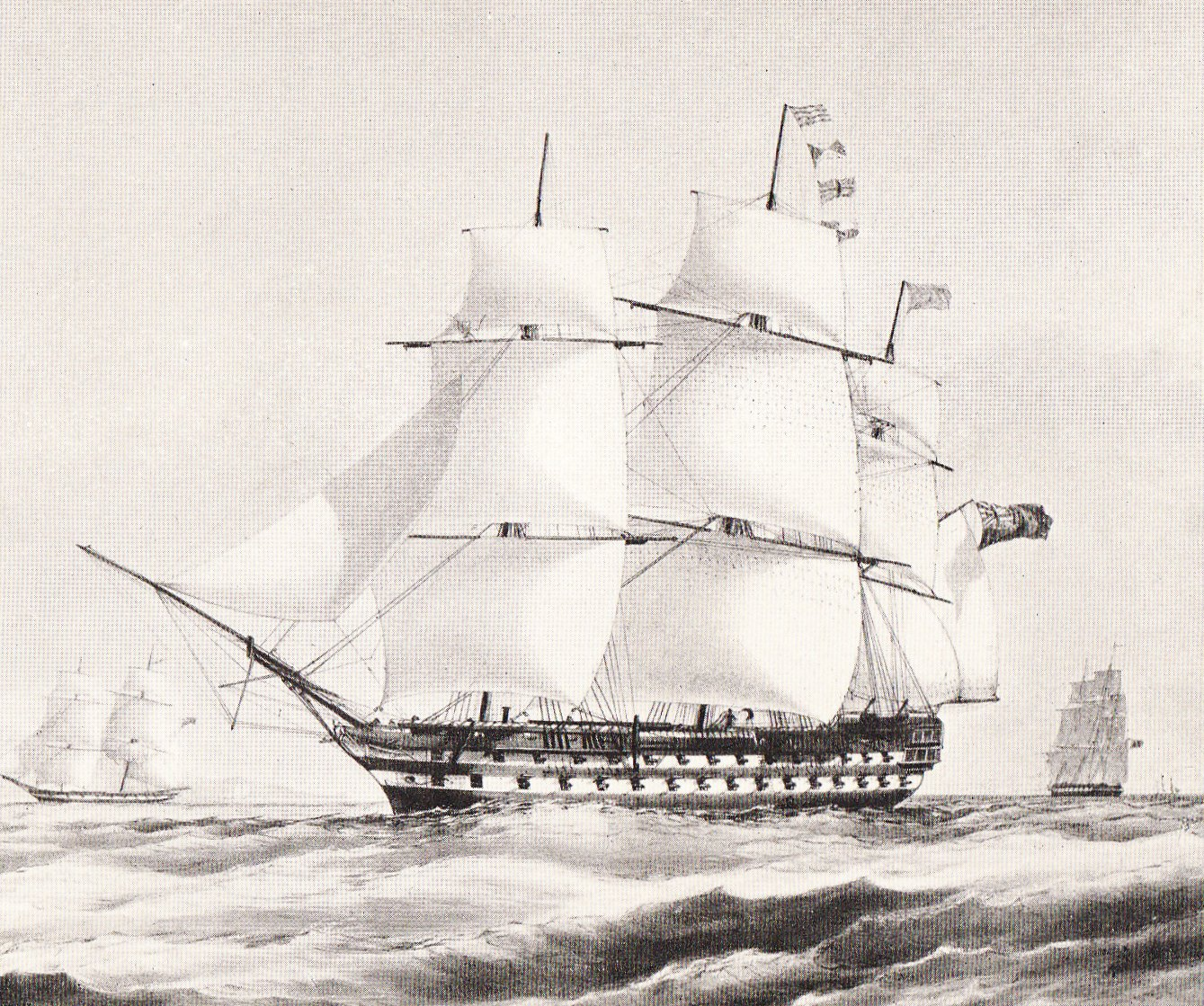
HMSコリングウッド、マーカムの最初の乗艦

### 海軍士官候補生
1844年5月、マーカムは叔母であるマンスフィールド伯爵夫人から、海軍大臣のジョージ・シーモア海軍准将に紹介された。少年のマーカムは提督に良い印象を抱き、それがイギリス海軍の士官候補生になる道に繋がった。1844年6月28日、マーカムはポーツマスに行き、数日後にはシーモアのHMSコリングウッドに乗艦することになった。コリングウッドは太平洋までの長距離航海のために艤装されており、シーモアが太平洋基地の指揮官となるはずだった。その航海はほぼ4年間続いた。マーカムの社会的繋がりによって比較的快適な時間を確保できることになった。マーカムはしばしば提督から午餐に招かれたとされており、提督の妻や娘も乗艦していた。艦はリオデジャネイロ、フォークランド諸島を訪問し、嵐の南極海を通過した後、太平洋基地の本部があるチリのバルパライソに到着した。

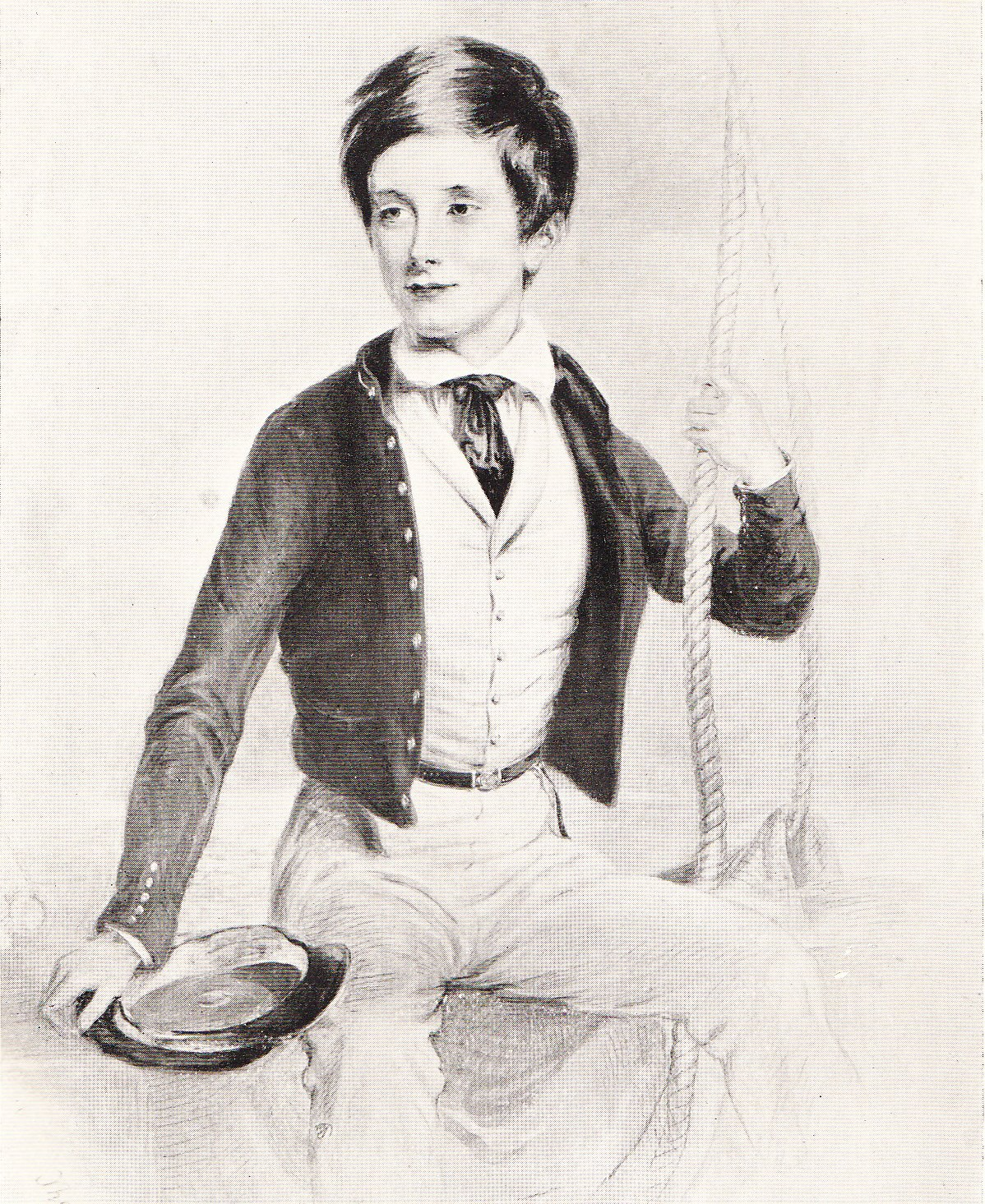
海軍士官候補生のマーカム、1844年

コリングウッドは数週間航海を中断した後に、再度出港し、次はペルー海岸の主要港カヤオに向かった。これはマーカムの後の経歴にとって大きな存在となる国を初めて訪れることになった。その後の2年間、コリングウッドは太平洋を巡航し、サンドウィッチ諸島（ハワイ諸島）、メキシコ、タヒチを訪れた。タヒチではフランス総督に対する国粋主義者の反乱を、マーカムも支援しようとした。このとき海軍の教官に対して無礼行為を問われて罰せられ、初めて海軍の規律を味わうことになった。マーカムは朝の8時から日没まで、甲板の上で立たされていた。1846年6月25日、マーカムはミッドシップマンへの昇級試験にパスした。10人いた同期の中では3番目だった。チリとペルーの港で過ごされた長い期間により、スペイン語を覚えることもできた。
この航海の終わり近く、マーカムの将来に対する大志は、伝統的な海軍の経歴を積むことから明らかに変わっていた。この時既に探検家かつ地理学者になろうと考えており、その志を抱いて帰路に着いた。1848年7月にポーツマスに到着すると、父に海軍を去る意思を伝えたが、父からは海軍に留まるよう説得された。マーカムは、地中海で短期間任務に就いた後、イギリスのスピットヘッドやアイルランドのコーヴ・オブ・コークを本拠とする間に活動しない期間があり、さらに海軍に対する興味を無くした。しかし、ジョン・フランクリン卿の北極遠征隊が失踪し、1850年代初期に、その新たな捜索を行う4隻の船が集められたことを知った。マーカムはその家族の影響力を使ってこの遠征の一員になることができ、1850年4月1日、この船隊の主要な2隻の艦の1つ、HMSアシスタンス乗艦を指名された。

### 最初の北極行 1850年-1851年
ジョン・フランクリン卿は1845年5月に、HMSエレバスとHMSテラーという2隻の艦船で北西航路を探すためにイングランドを離れた。この船隊はバフィン湾の北部水域で捕鯨船に視認された7月29日が最後の記録になった。流氷に捉えられ、西に向かい続ける機会を待っていた。
行方不明となったこの船隊の捜索は2年後に始まった。マーカムが加わった救援船隊はHMSリゾリュートに乗艦するホレイショ・オースティンが指揮していた。マーカムの乗ったHMSアシスタンスはエラスムス・オマニーが艦長だった。マーカムは遠征隊の中でも最年少であり、唯一のミッドシップマンだったので、限られた役割しかなかったが、その日誌に隊の生活を詳細にわたって丁寧に記していた。艦は1850年5月4日に出港した。

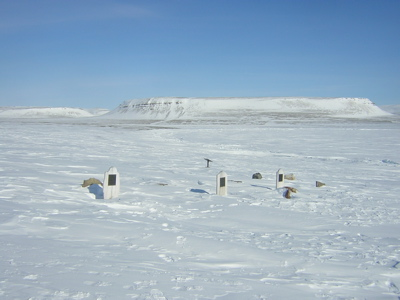
1850年にビーチー島で見つかった墓、撮影は現代のもの

5月28日にグリーンランドの最南端を回り込んだ後、船隊は北に進み、6月25日に北西沿岸のメルビル湾で氷に行方を遮られた。8月18日までそこに閉じ込められていた後、フランクリン隊が進んだことが分かっていた西のランカスター海峡に進むことができた。ここで、失踪した船隊の痕跡を探すために、船隊の船が各方面に分かれた。8月23日、オマニーがケルンを視認し、その近くでフランクリン隊の缶詰肉供給者「ゴルドナー」の名前がある包装材料を発見した。放棄された装置の細々としたものと共に、これらはフランクリン隊の遺物として初めて見つけられたものだった。その数日後、ビーチー島で3つの墓を発見した。それはフランクリン隊の者達のものだとわかり、1846年1月から4月の間に死んでいた。
北極の長い冬に入るまで捜索は続けられた。その後の数か月間で主要な仕事は春の橇を動かすシーズンのための細かい準備だった。乗組員には講義や授業もあり、気晴らしの演劇もあったので、マーカムは「偉大な演劇の才能」を示すことができた。北極の歴史や古典文学など読書も進んだ。またペルーに戻る可能性も考えた。その国はコリングウッドの航海中にマーカムの心を虜にしていた。春が来ると、行方不明のままの隊員の兆候を求めて、一連の橇による遠征旅行が始まった。マーカムはその活動に全期間参加したが、フランクリン隊のそれ以上の痕跡は見つからなかった。それでもまだ地図化されていなかった海岸を数百マイルにわたって地図化することができた。この遠征隊は1851年10月初旬にイングランドに帰還した。
マーカムはイングランドに戻った直後、父に海軍を去るという決断を伝えた。その不満に関する大きな理由の1つは、彼の見解では些細な違反と見られることに対して、常に行われていた体刑が厳しかったことがあった。コリングウッドに乗艦していたときも、乗組員のむち打ちを阻止しようとしてトラブルになっていた。またその任務のうちの長期を占める無為に過ごされる時間にも幻滅するようになっていた。父は息子の要請に対して、多少の悔悟と共に同意した。マーカムは大尉の資格を得るための試験で砲術の部分を受けて合格した後、1851年末に海軍から退役した。

## ペルーへの旅

### 最初の旅行、1852年–1853年
1852年夏、海軍の任務から解放されたマーカムはペルーへの長期旅行の計画を立てた。父からは500ポンド（2008年換算で4万ポンド）を贈られて支援され、8月20日にリヴァプールを出港した。

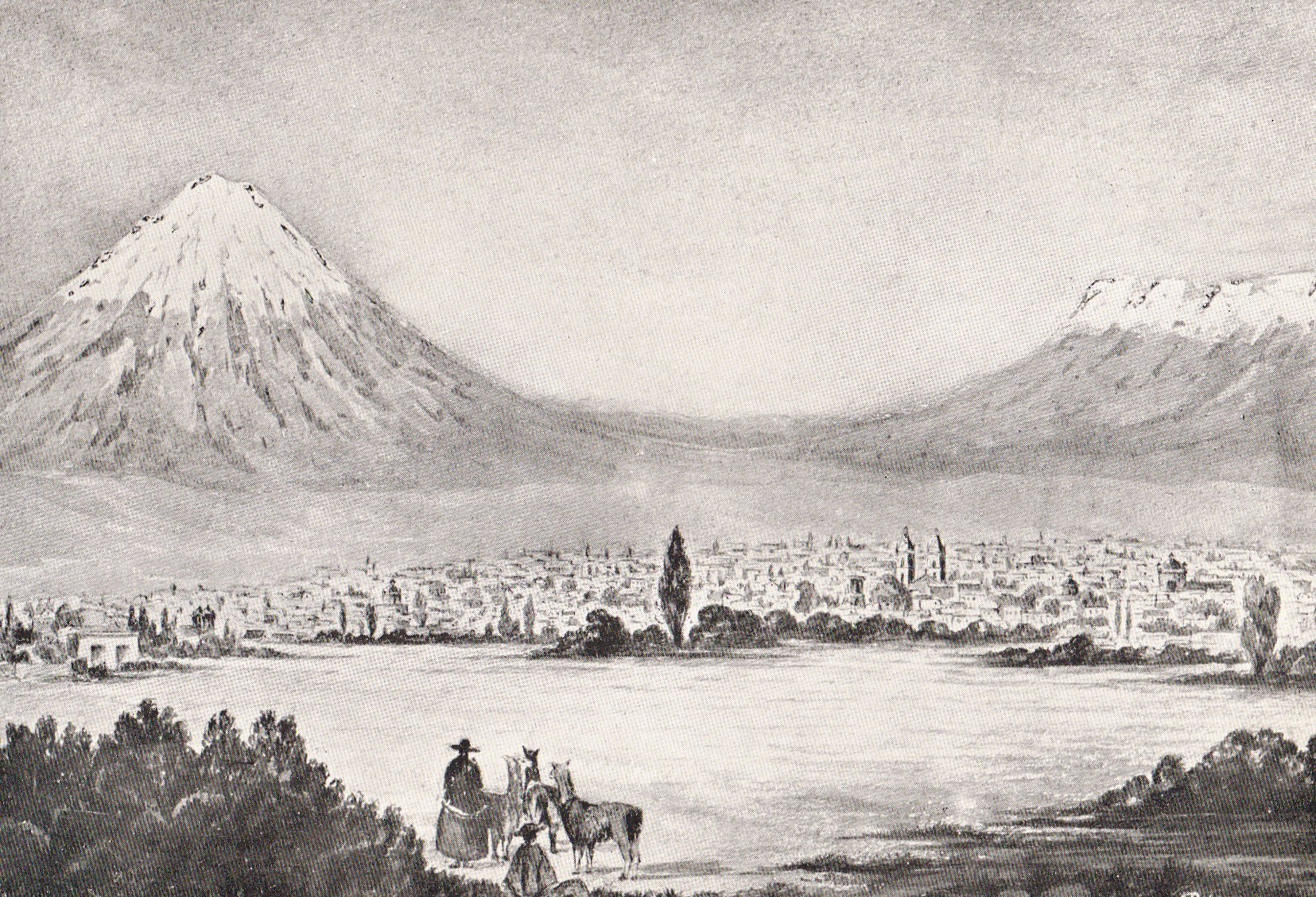
ペルーのアレキパ、後方左はミスティ山、1840年頃に制作された絵画

マーカムは回り道をして行った。まずノバスコシアのハリファックスに渡り、陸路ボストンからニューヨークに進み、そこからは蒸気船でパナマに行った。パナマ地峡を通り、カラオまでは船で10月16日に到着した。1852年12月7日にはペルーの内陸に向かい、アンデス山脈を越えて、インカの古代都市クスコに向かった。その途中でアヤクーチョの町には1か月近く留まり、土地の文化を研究しケチュア人に関する知識を増した。その後クスコに向かって進んだ。激流アプリマック川の上300フィート (90 m) に掛かる旋回橋（アプリマック橋）を渡った後、マーカムとその隊は肥沃な谷を過ぎ、最後は1853年3月20日にクスコに到着した。
マーカムはこの都市に数週間留まり、インカの歴史を調べ、その日誌には訪れた多くの建物や遺跡について記した。近くの町や遺跡に行く間に、サンミゲル、ラマー、アヤクーチョなどを訪れ、そこでキニーネの材料になるキナが近辺で栽培されていることを初めて知った。クスコは5月18日に離れた。同行したのはマーカムと同様リマに戻る6人の隊だった。その行程はまず南に向かい、山から降りてアレキパの町に行った。そこは後に原住民とヨーロッパの建築が混在した「植民地開拓地の傑出した例」と表現していた。町からは火山のミスティ山が望まれ、マーカムはその形から日本の富士山に擬えた。6月23日、マーカム達はリマに到着し、そこでマーカムの父の死を知った。マーカムは即座にイングランドに向けて出発し、9月17日に到着した。

### キナの任務、1859年–1861年

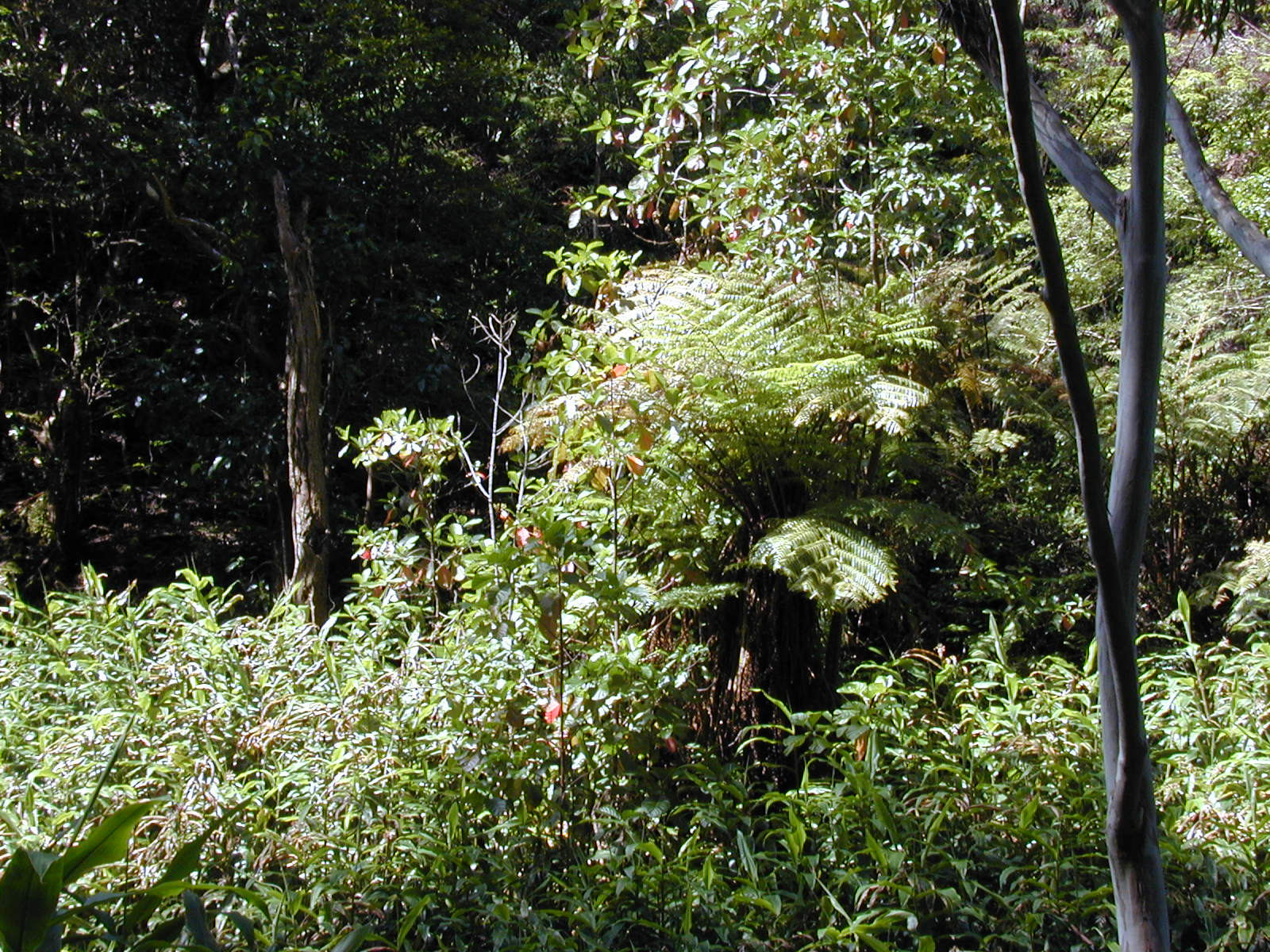
キナノキ、ハワイのプランテーションで2002年に撮影

マーカムは初めてペルーを旅行してから6年後にペルーに戻った。これはキナノキと種を集める特別な任務があった。この時はインド担当省の公務員として働いており、1859年にペルーとボリビアのアンデス山脈からキナノキを集め、インドの選別された場所に移植するという計画を上司に提案した。キニーネの材料であるキナノキの皮は先ずマラリアの、さらに熱帯性の病気の特効薬として知られていた。この計画が承認され、当時29歳だったマーカムは計画遂行の責任者となった。
マーカムとそのチームには、植物学者のリチャード・スプルースやニュージーランドの植民地人チャールズ・ボーウェンがいた。ボーウェンは後の1861年にマーカムの姉妹ジョージナ・エリザベスと結婚した。その一行は1859年12月にイングランドからペルーに向けて出発し、1860年1月下旬にはリマに到着した。この事業には危険性もあった。このときペルーとボリビアは一触即発の状態にあり、さらにペルーの関係者からは貿易の支配権を保護したいための敵意を向けられることになった。このために活動範囲が限られ、最良質の標本を取得することができなかった。マーカムは後に必要な輸出免許を取得するために官僚主義的な障害を克服した。
マーカムは短期間イングランドに戻り、直ぐにインドに渡って、インドとビルマ（現ミャンマー）、セイロン（現スリランカ）で、キナノキを栽培する適当な場所を選択した。インドのプランテーションの多くは繁栄しておらず、間もなく虫害を受けたが、その他は根付き、リチャード・スプルースが持ってきたインドの条件により適した品種で補われた。その20年後、インドのキナノキの皮年間生産量は49万重量ポンド (220,000 kg) と推計された。マーカムはインドにキナノキを導入した功績で、イギリス政府から3,000ポンド（2008年換算で20万ポンド）を贈られた。

## 公務員、地理学者、旅行者

### インド担当省
1853年に父が死んだ後のマーカムは自分で給与を稼ぐ必要があり、同年12月には内国歳入庁遺産相続税局で事務員補の職を年給90ポンド（2008年換算で約6,000ポンド）で確保した。その仕事は退屈だと思ったが、6か月後には、1857年にインド担当省となるものの前身部署に転籍となった。ここでの仕事は面白くやりがいがあった。あちこちを旅行して地理的な興味を満たすだけの時間ができた。
1857年4月、マーカムはミナ・チチェスターと結婚した。ミナはキナノキの任務でペルーまで一緒に行った間柄だった。1859年に一人娘のメアリー・ルイーズ（メイと呼ばれた）が生まれた。マーカムはインド担当省の任務の一部として、ペルーの綿花をマドラスに導入することについて、ブラジルでトコン（吐根）を栽培することについて、インドでこの薬用植物を栽培する可能性について、さらに南インドのティルネルヴェーリにおける真珠産業の将来について、インド政府のために調査し、報告した。ブラジルのゴムの木を移植する壮大な計画にも関わり、「既にキナノキで挙げた成果をインドのゴムあるいは生ゴムの木で生み出す」と主張した。しかし、この計画は成功しなかった。

### アビシニア 1867年–1868年
1867年、マーカムはインド担当省地理部門の長になった。その年後半、ロバート・ネピア卿のアビシニア遠征隊に、地理学者として同行する者に選ばれた。

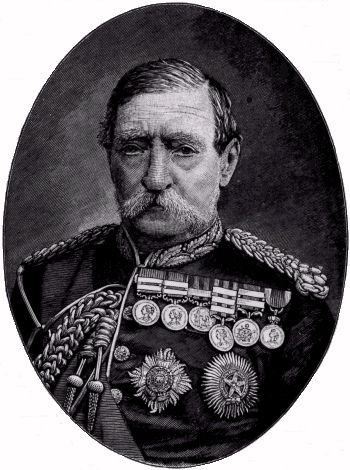
ロバート・ネピア卿、アビシニア遠征軍の指揮官、1867年–1868年

この遠征軍は、アビシニアのテオドロス2世が採った行動に対する反応として、イギリス政府が派遣した。1862年、テオドロス2世はイギリス政府に手紙で、エジプトの侵略者から守ってくれるよう依頼し、大使の指名も提案した。イギリス政府はエジプトを攻撃することになるリスクを冒したくはなく、返事を出さなかった。テオドロスはこの侮辱に反応して、イギリスの領事とそのスタッフを捕まえて投獄し、テオドロスの母を侮辱したとされる伝道者を逮捕、鞭うちを命じた。テオドロスの手紙に対する遅れた反応が、それを持って行った代表団の捕獲と幽閉ということになった。懐柔の試みも失敗した後、イギリスは遠征軍を派遣して事態を収拾させることに決めた。この国の地理はほとんど知られていなかったので、地図制作の技術がある経験を積んだ旅行者が軍隊と同行すべきと判断され、かくしてマーカムの指名となった。
ネピアの軍隊は1868年初期に紅海のアニスリー湾に到着した。マーカムはこの軍の本部参謀に付けられ、一般的測量作業と、特にテオドロスの山城マグダラへ向かう経路の選択が責任だった。マーカムは軍隊の博物学者としても行動し、海岸から南に400マイル (640 km) を行軍する間に遭遇した生物種について報告した。ネピアに同行してマグダラの壁まで行った。戦いは1868年4月10日に起きた。ネピアの前進してくる軍隊に対してテオドロスの部隊が山を駆け下りて突撃すると、「スナイダー・ライフルが発砲を続けると、アビシニア兵は誰も抵抗できなかった。彼らはなぎ倒され、...そのように圧倒的な武力の違いの前では、最も英雄的な者もなすものが無かった」とマーカムが記していた。マーカムに拠れば、勝ち誇った軍隊がテオドロスの遺骸を発見した後、「それに対して万歳三唱し、あたかも死んだ狐に対するようだった」となっていた。マーカムは、テオドロスの悪行が多く、その残酷さは恐ろしかったが、最後は英雄として死んだと付け加えた。
ネピア将軍の命令で、マグダラの町は灰燼に帰され、その大砲は破壊された。イギリス軍はその後に出発し、マーカムは1868年7月にイングランドに戻った。この作戦に従軍したことで、1871年にバス勲章を贈られた。

### 2回目の北極行、1875年–1876年

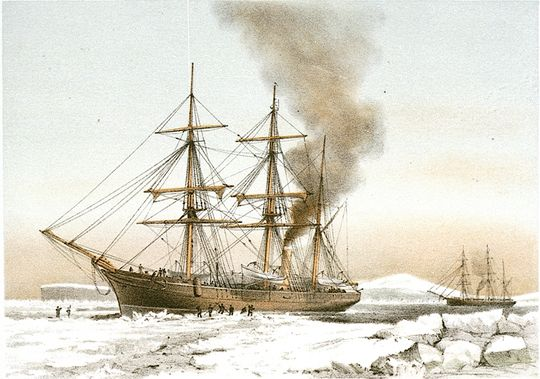
HMSディスカバリーとHMSアラート、1875年–1876年の遠征

マーカムはその様々な活動を通じて多くの影響力ある人々と知り合いになり、1870年代初期にはこのコネを使ってイギリス海軍北極遠征を提案した。首相のベンジャミン・ディズレーリが、「イギリス人を傑出した民としてきた海の事業者精神」において同意した。遠征隊が出港できる状態になると、マーカムは、船隊3隻の1つHMSアラートでグリーンランドまで同行するよう招待された。マーカムはそれを受け入れ、1875年3月29日に船隊と共に出港した。マーカムは3か月間同行し、バフィン湾のディスコ島までアラートに乗っていった。この旅について、「私はこれほど幸福なクルーズをしたことはなかった。...このように高貴な仲間たちと共に航海したことはなかった。」と記していた。支援船HMSバロラスでイングランドに戻った。このバロラスが岩礁で座礁してかなりの修繕を必要としたので、帰還の行程は大幅に遅れた。マーカムがインド担当省を長期間留守にしたために、また他の様々なものへの関わりを強めていたことで、その上司が辞任を求めた。マーカムは1877年にその職を辞した。22年間務めていたので年金がついていた。
一方、ジョージ・ネアズ大佐の指揮で進んだ本隊は、HMSディスカバリーとHMSアラートの2隻で北に進んだ。1875年9月1日、この隊は北緯82度24分に達し、当時としては最北端に達したことになった。翌春、マーカムの従弟アルバート・ヘイスティングス・マーカム中佐が率いた橇部隊が北緯83度20分と最北端記録を更新した。

## 王立地理学会

### 名誉書記官
1854年、マーカムは王立地理学会のフェローに選ばれていた。この学会は間もなくマーカムの地理的興味の中心となり、1863年にはその名誉書記官に指名され、その職を25年間務めた。

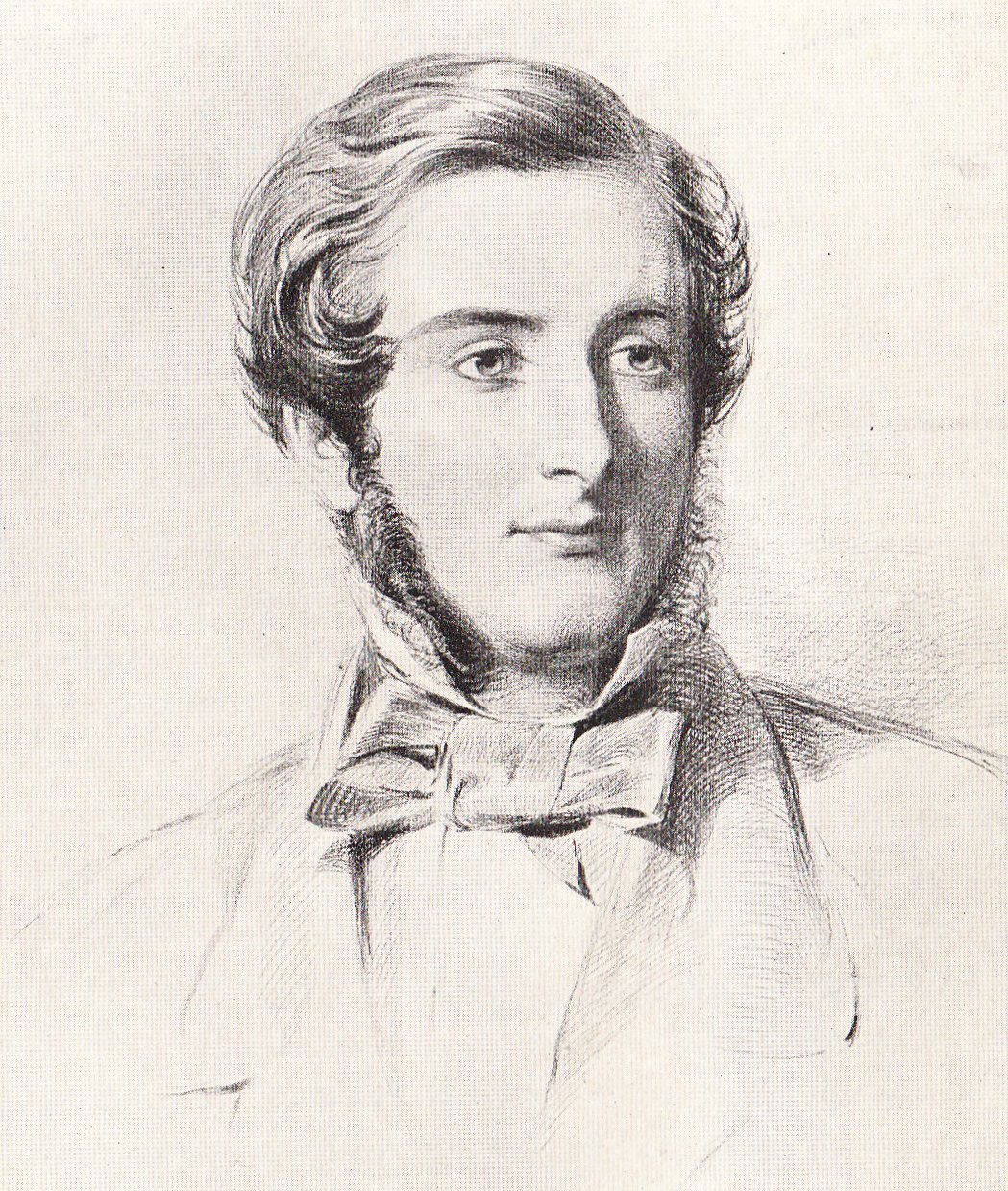
王立地理学会のフェローに選ばれた頃のマーカム

マーカムはネアズの北極遠征を促進させたことに加えて、他の北極探検家の仕事をフォローし、1880年にはスウェーデンの探検家アドルフ・エリク・ノルデンショルドが北東航路航行に成功した後でそのレセプションを開き、アドルフ・グリーリーとジョージ・W・デロングによるアメリカ遠征隊の進行をモニターした。インド担当省の仕事から解放されたことで、旅に使う時間も増えた。ヨーロッパ大陸を定期的に訪問し、1885年にはアメリカに行って、ホワイトハウスでグロバー・クリーブランド大統領と会った。マーカムはその書記官の仕事を通じて、旅行記や伝記の多作な著作家となり、また王立地理学会やその他の機関に多くの論文を提出した。「ブリタニカ百科事典」第9版では、「地理的発見の進行」と題する記事を書いた。大衆的な歴史書も書いた。王立地理学会の中では学会の標準書『旅人へのヒント』の改定を行い、学会誌『王立地理学会の議事録』をより活発な形態で再発行した。
王立地理学会の任務に並行して、1886年までハックルート協会の書記官も務め、その後は協会長になった。この協会での仕事の一部として、旅の稀覯本をスペイン語から英語に翻訳しており、特にペルーに関するものが多かった。当時の学者はその翻訳の質について疑問を表明しており、急いで準備され推敲が欠けていたことが指摘された。それでもこの作品は協会の出版物として22巻になった。1873年、マーカムは王立協会のフェローに選出された。その後ポルトガルのキリスト騎士団やブラジルのローズ勲章など海外の栄誉を贈られることになった。一時期は国会議員になることも検討したが、それ以上は進まなかった。
マーカムは海軍の、特に士官の訓練に関する興味を持ち続けた。商船士官訓練船HMSコンウェイやHMSウースターをしばしば訪れ、その統治団体のメンバーになった。1887年初期、このときイギリス海軍の訓練戦隊を指揮していた従弟のアルバート・マーカムからの招待を受けて、西インド諸島の基地で戦隊に合流した。マーカムは旗艦のHMSアクティブで3か月間を過ごし、その間の1887年3月1日にロバート・スコットと初めて会った。スコットはHMSローバーに乗るミッドシップマンであり、カッターの競争で勝利した。マーカムはこのことをしっかりと覚えていた。

### 会長
1888年5月、マーカムは王立地理学会書記官を辞職した。これは探検よりも教育を重視するように見える学会の新しい政策に違和感を覚えたからだった。その辞職に際して、学会の創立者メダルを贈られたが、その贈呈式では「学会に対する比類ない貢献」に対してと表現された。
その後の数年間は旅行と著作で費やされた。訓練戦隊との新たなクルーズがあり、バルト海や地中海を長期で訪れた。1893年、これら旅に出ている間に、マーカムは王立地理学会の「不在」会長に選出された。この思いがけない昇格は、女性会員の問題に関する学会内論争の結果であり、マーカムはそれには沈黙を保っていた。1893年7月、問題は特別総会に付され、女性を受け入れるという提案について、郵便投票では賛成意見が圧倒的ン多かったにも拘わらず、総会では僅差で否決された。このような状況下で、学会長のマウントスチュアート・エルフィンストーン・グラント・ダフが会長を辞任した。22人いた女性会員が残留を認められたが、その後1913年1月に学会が方針を変えるまで、新たな女性会員の入会は認められなかった。マーカムは会長の後任として最有力候補ではなく、その他の著名人物も検討されていたが、女性会員論争についてマーカムが埒外にあり、会員に広く受け入れられたからだった。マーカムが会長に就任してから間もなく、地理学におけるその貢献が認められ、バス勲位から等勲爵士に位階が挙げられ、クレメンツ・マーカム卿となった。
マーカムはそれか多くの年月が経った後に書かれた手紙で、会長に就任したときに、女性会員に関する論争があった後で、何か偉大な事業を行うことで、「学会の良き名を修復する」ことが必要になると感じたと言っていた。この任務のための基本として南極探検を選んだ。50年前のジェイムズ・クラーク・ロス卿の遠征から、意義ある南極遠征は行われていなかった。1893年に海洋学者のジョン・マレー卿が王立地理学会で行った講義で、「南に今も課される顕著な問題を解決する遠征を」呼び掛けたことが新たな動機になった。マレーに反応した王立地理学会と王立協会は合同委員会を結成し、イギリス南極遠征を実現させる運動を始めた。

### 国営南極遠征
マレーによる南極探検再開の呼びかけに対する反応はさらに2年間が掛かり、1895年8月に第6回国際地理学会議を王立地理学会が主催したときだった。この会議は次のような満場一致の決議を採択した。
南極地域の探検は、現在もまだ取り掛かるべき地理的探検の最大の部分である。そのような科学的探検から生じるあらゆる科学分野の知識が増すという見解で、この会議は世界中の科学界が、最も効果的と見なされる方法で、この世紀の終わり前にこの仕事を実行に移すべきと推薦する。
この決議に対するイギリスの反応を組織化する合同委員会には、見解の違いもあった。マレーと王立協会は、科学者が指揮し、要員となる大半が文民の遠征を主張し、一方マーカムと王立地理学会の大半は海軍の栄光を復活させる手段として国営南極遠征を考えており、その考えに沿って編成された遠征隊を望んだ。最終的にマーカムの執念が通り、1900年、当時HMSマジェスティックの魚雷大尉だったマーカムの被庇護者ロバート・スコットを遠征隊の全体指揮者として指名することになった。そうすることで大英博物館地質学者助手だったジョン・ウォルター・グレゴリーの手に指導権を置こうという試みを妨害できた。マーカムを批判する者の見解では、このことが科学的作業の海軍による冒険への服従になったとしていた。ただし、マーカムが書いた「指揮官に対する指示」には、地理と科学の作業に同程度の優先性を付与していた。「科学対冒険」の議論は、遠征隊の帰還後に、科学的成果の幾つかについてその正確さや専門性について批判があった時に再開された。

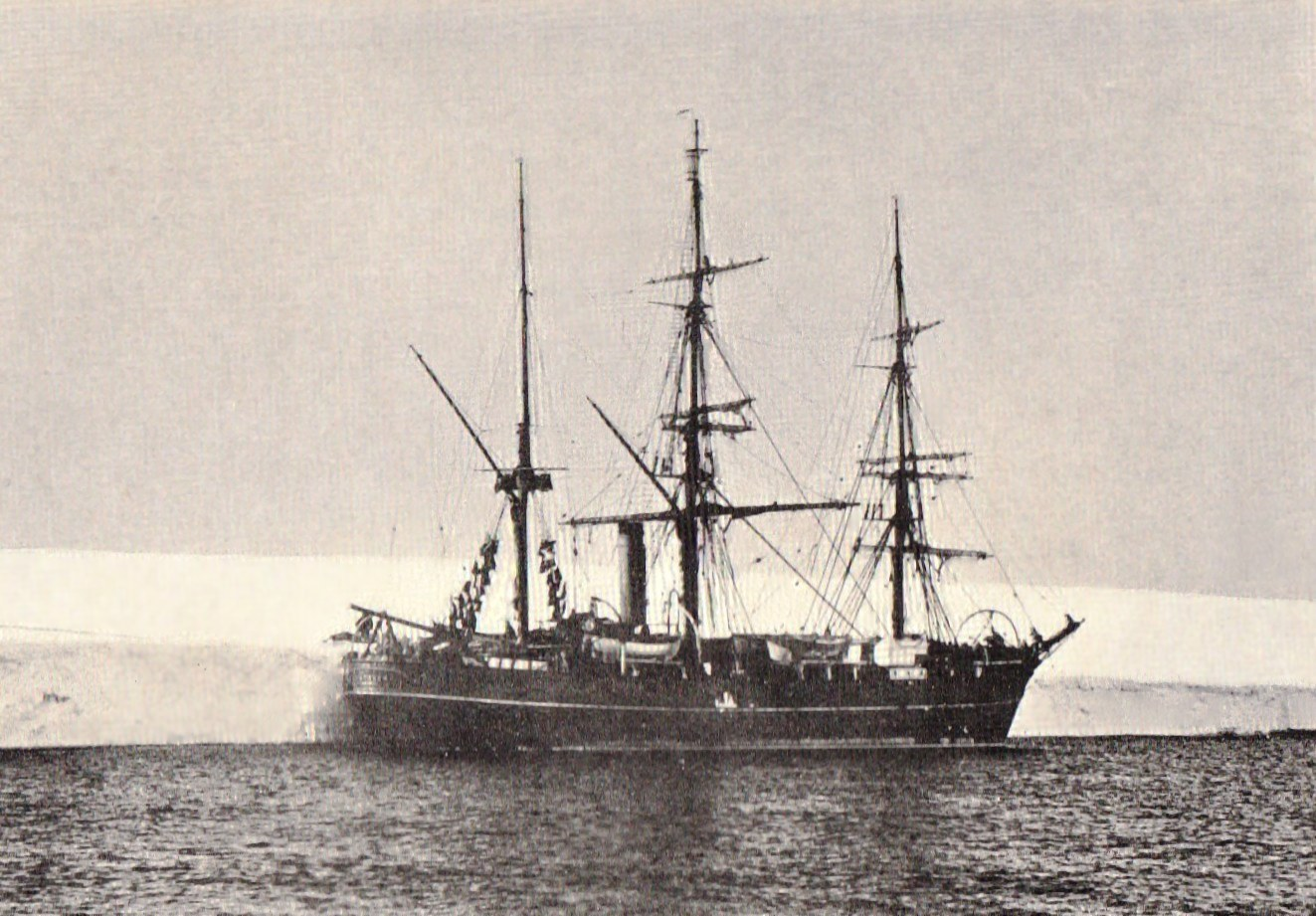
南極探検船ディスカバリー、1902年に南極で停泊しているところ

マーカムは遠征隊の資金を確保するときに別の問題に直面した。1898年、3年間の努力の後でも、必要とされる資金のうちの僅かしか確保できていなかった。一方で、イギリスとノルウェーの血を受けた探検家カルステン・ボルクグレヴィンクが、民間の南極探検のために4万ポンド（2008年換算で300万ポンド以上）を、出版者のジョージ・ニューネス卿から確保していた（サザンクロス遠征）。マーカムは激怒し、その資金は自分のプロジェクトから逃げて行ったものだと考え、ボルクグレヴィンクを「責任逃れで、嘘つきで、詐欺師だ」と非難した。スコットランドの探検家ウィリアム・スペアズ・ブルースがマーカムに手紙を書き、国営南極遠征への参加を求めてきたが、そのブルースに対しても同様に敵対的だった。ブルースは指名を確認する文書を受け取れず、スコットランドの貴族から資金提供を受けて、自身のスコットランド国営南極遠征を編成した。マーカムはブルースのことを「人の悪い競争相手」だと非難し、「自身の計画を遂行するために国営南極遠征を壊そう」としていると言った。スコットランドの遠征隊も期日通りに出港したが、マーカムはそれに対して許さないままであり、その影響力を使って、隊員たちが帰還してきたときに極地メダルを受け取れないようにした。
かなりの量の民間からの寄付と、政府の助成金によって国営南極遠征は進行できることになった。新しい船ディスカバリーが建造され、主に海軍の士官や水兵が隊員に指名され、科学者については後に「力量不足」と言われた。ディスカバリーは、国王エドワード7世による検査後、1901年8月5日に出港した。その検査にはマーカムが出席し、スコットと士官達を紹介した。ディスカバリー遠征は3年間以上にわたって探検を続け、その間にロス海の基地から南極大陸のこの部分の探検が行われ、科学的観測も進んだ。「タイムズ」によって「北にしろ南にしろ、極地に行われた冒険の中でも、最も成功した遠征の1つ」と報告されたが、当時の政府からはほとんど無視された。マーカムは、当初の計画には反して、南極における2回目のシーズンを民間の力に頼ったこと、さらに1904年には救援のための資金を獲得できなかったことで、公式の機関からは批判された。この救援資金は大蔵省に依存することになった。

## その後の人生

### シャクルトンとスコット

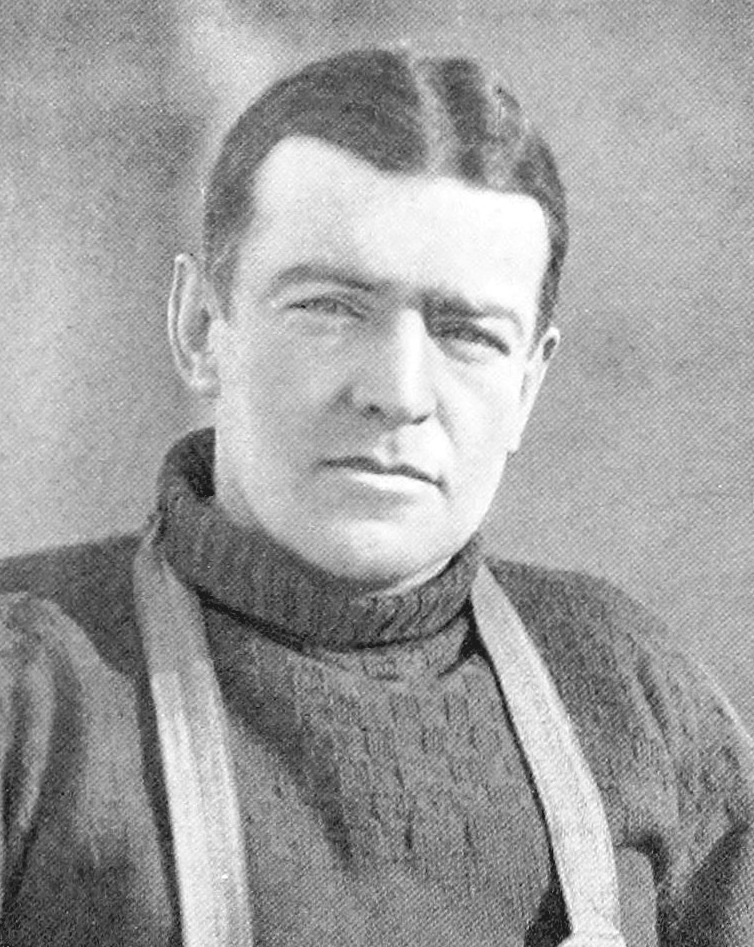
アーネスト・シャクルトン、マーカムは当初支持したが後に反対するようになった

ディスカバリーが帰還して数か月後、マーカムは王立地理学会長からの辞職を発表した。既に75歳になっており、その伝記作者に拠れば、その地理学で活動した時代は終わったと感じていた。会長職にあった12年間はそれまでの最長記録だった。王立地理学会委員会の委員には留まり、副委員長であり、南極探検、特に辞任から5年後に出発した2回のイギリス遠征隊について活発な興味を持ち続けた。最初の遠征はアーネスト・シャクルトン、2回目の遠征はロバート・スコットが率いた。
ディスカバリー遠征のときに、民間の主要寄付者からの推薦で、シャクルトンをディスカバリーの三等航海士指名に合意した。シャクルトンが健康を害して早期に帰還すると、それに同情し支持を与えた。またシャクルトンのイギリス海軍任官が出来なかったときも支援した。後にシャクルトンが独自の遠征隊を率いて行く意図を表明したとき、マーカムは寛大な推薦状を提供し、シャクルトンのことを「事業の困難さや危険を含め、その任に当たるに適した人物」であり、「極地探検の指導者に立派に適応している」と表現していた。シャクルトンが行った1907年から1909年のニムロド遠征に強い支持を表明し、「私の心から貴方の成功を願っていることだけでなく、それなりの期待を持っている」と言っていた。この遠征隊が新たな最南端記録南緯88度23分を打ち立てたという知らせが届くと、マーカムはシャクルトンに王立地理学会の庇護者メダルを贈る意図があることを公言した。

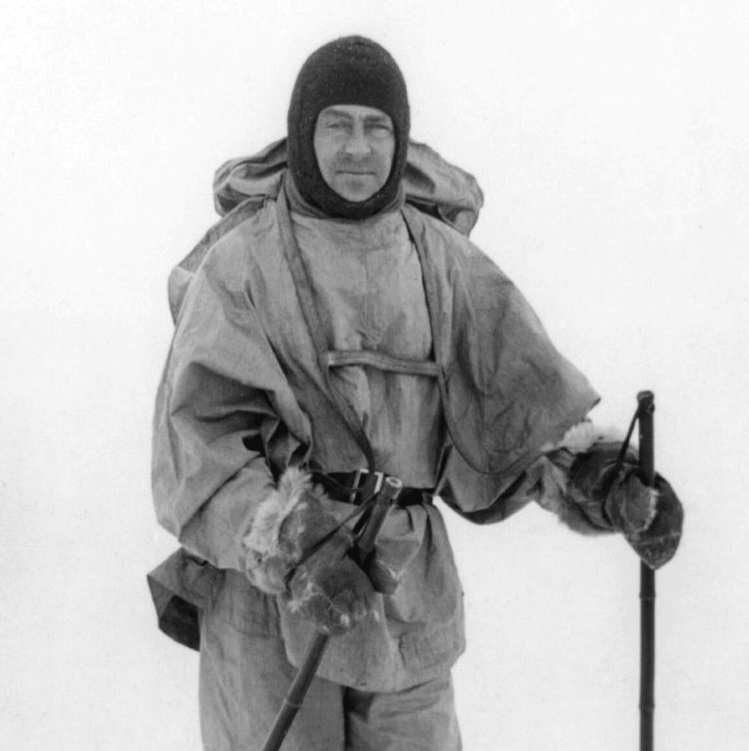
ロバート・スコット、その極地探検の履歴を通じてマーカムの被庇護者だった

しかし、マーカムは気が変わり、当時の王立地理学会長レナード・ダーウィンに手紙を書いて、シャクルトンの主張する最南端到達点に不信を表明し、同じことをスコットにも伝えた。歴史家達は、スコットがマーカムの被庇護者であり、この老人は極地の栄光が他の者に行くことが不満だったと推測している。その理由が何であれ、マーカムはシャクルトンに厳しく当たるようになり、それは終生続いた。ディスカバリー遠征についてマーカム自身のノートでシャクルトンに関する好意的な言及を削除したと言われており、1912年のイギリス協会での演説でもシャクルトンの業績を事実上無視した。マーカムの著した南極探検歴史書『沈黙の大陸』（1921年の死後出版）でも同様にシャクルトンを無視している。
対照的にマーカムはスコットと親密な個人的関係を継続し、1909年9月14日に生まれたスコットの息子の名付け親となり、自分の名前からピーター・マーカム・スコットと名付けた。その著書「スコットの最後の遠征』（1913年出版）序文のスコットに対する献辞で、スコットのことを「我々の時代の最も注目すべき人物」とし、その性格の「美」を語っている。スコットが死にかかっているときに、「自分のことは考えなかった。他の者に対する快適さと慰めを与えることのみ熱心に考える人だった」と記した。スコットはその最後のキャンプ地で死ぬ数日前に書いた手紙で、「クレメンツ卿には、私が彼のことを重視していた。彼がディスカバリーの隊長に私を指名したことも決して後悔していないと伝えてくれ」と記されていた。

### 引退
マーカムは王立地理学会長を辞した後、著作家および旅行家として活動的な生活を送った。イギリス王エドワード4世やリチャード3世の伝記を書き、また海軍の旧友レオポルド・マクリントック提督についても伝記を書いた。編集や翻訳作業も継続した。王立地理学会のために論文を制作し続け、ハックルート協会の会長は1910年まで続けた。マーカムはヨーロッパを広範に旅し続け、1906年には地中海戦隊と共にクルーズした。このときスコットがジョージ・エガートン海軍准将の旗艦艦長を務めていた。スコットが新しい南極探検、テラノバ遠征の計画を発表すると、マーカムは資金集めを支援し、遠征隊の組織委員会の委員を務め、"テディ"・エバンス大尉をエバンス自身の遠征計画を放棄させることと引き換えに、副指揮官とする取引を手配した。
マーカムはケンブリッジ大学やリーズ大学から名誉学位を贈られた。リーズ大学の学位を贈られるとき、大学総長がマーカムのことを「人類のサービスにおけるベテラン」と表現し、「60年間イギリス地理学を鼓舞した人である」ことを思い出させた。しかし、マーカムは議論を全く避けたわけではなかった。1912年、王立地理学会長レナード・ダーウィンが、南極の覇者ロアール・アムンセンを学会の午餐に招いた時、マーカムは抗議の意味で学界委員会委員を辞任した。
1913年2月、南極点から帰還中だったスコットとその隊員の死が伝えられたのは、マーカムがポルトガルのエストリルに滞在中だった。マーカムはイングランドに戻り、スコットの日誌を出版する準備を支援した。スコットの死は大きな打撃だったが、マーカムは執筆と旅行という忙しい生活を続けた。1915年、ストラトフォード＝アポン＝エイヴォンに近いビントンのセントピーターズ教会の礼拝に出席した。その教会の窓の1つがスコットとその隊員に捧げられていた。その年後半、ロンドンのウォータールー・プレースで、イギリス海軍が制作したスコットの彫像の除幕を助けた。マーカムは1915年6月10日に王立地理学会に提出した最後の論文を読み上げた。その題は『地理学の基盤の段階的発展の歴史』だった。

## 死と遺産
1916年1月29日、マーカムはベッドの中で、蝋燭の明かりで書を読んでいる間に、その火が寝具に燃え移り、その煙を吸ってしまった。マーカムは翌日死亡した。その日記の最後のページは数日前のものであり、ピーター・マーカム・スコットが訪ねてきたことを記していた。
遺族には国王ジョージ5世からの弔辞を受けた。国王はマーカムの学問と研究の人生にイギリスが負うものがあったことを認めた。さらに王立地理学会やマーカムが関わった他の学術団体から、ダベンポートの海軍総司令官から、さらにノルウェーの北極探検家フリチョフ・ナンセンからの弔辞も受け取った。その他にもフランス、イタリア、デンマーク、スウェーデン、アメリカ合衆国、またペルーのアレキパからの弔意も届いた。
マーカムの人生と作品について、より批判的な評価も現れた。シャクルトンの最初の伝記作者であり、王立地理学会で長く司書を務めていたヒュー・ロバート・ミルは、マーカムが学会を運営した専制者的やり方を引き合いに出していた。当時、ハックルート協会から出した翻訳の正確さについて、またその他出版物の準備で急いだという証拠について、問題が指摘された。個人的には友人を作ったが、同じくらい敵も作った。スコットとシャクルトンの双方に仕えた地質学者フランク・デベナムは、マーカムのことを「危険な老人」と呼んだ。ウィリアム・スペアズ・ブルースは、マーカムが「スコットランド国営南極遠征に対して悪意のある反対」をしたことを記していた。ブルースの同僚、ロバート・ラドモーズ＝ブラウンはさらに酷く、マーカムのことを「あの老いたバカでペテン師」と呼んだ。これらの抗議の姿勢はマーカムがスコットを保護した態度を反映しており、ブルースに拠れば、「スコットはマーカムの被庇護者であり、マーカムはスコットを持ち上げるためにそれを必要だと考え、私はそのために破壊された」と言っていた。さらに「マーカムがいたとしても、スコットと私は常に良き友人だった。」とも付け加えた。
マーカムの極地旅行に関する偏見は特に人力による橇移動の「高貴さ」を信じたことであり、それがスコットに受け継がれ、後のイギリス遠征隊全てに有害なものとなったことが言われてきた。マーカムは「学者というよりも熱狂者だった」というミルの抑え気味の意見は、マーカムの強さと弱さを公正に要約したものとして、また19世紀後期から20世紀初期における地理学の分野に影響を与えた基礎として表現されてきた。
マーカムの名前は南極横断山脈の中のマーカム山（座標南緯82度51分 東経161度21分 / 南緯82.850度 東経161.350度）で記念されている。ディスカバリー遠征でのスコット隊が1902年に南行している間に発見した山だった。パプアニューギニアにあるマーカム川はマーカムから名付けられた。カルステン・ボルクグレヴィンクは1900年の遠征中に、ロス海で発見した島をマーカム島と名付けた。しかしこれはマーカム自身が認めなかった思わせぶりのものだった。ペルーのリマには私立共学のマーカム・カレッジがある。ロス棚氷から突き出る岬のミナ・ブラフは、スコットがマーカム夫人から名付けた。
マーカムの所有敷地は検認目的で7,740ポンド（2008年換算で376,000ポンド）と評価された。マーカムの妻ミナが長生きし、アルバート・ヘイスティングス・マーカムによるクレメンツ卿の伝記（1917年）は、ミナに献呈された。マーカムの唯一の子供メイは、公的な生活を避け、イーストエンド・オブ・ロンドンで教会の活動に身を捧げた。「バークのランディッド・ジェントリー」におけるマーカム家の記録では、1926年にメイが死んだことを示している。

## 著作
マーカムは多作な著作家であり、日記をつけた人だった。最初に出版された作品はフランクリン遠征隊を探してアシスタンスに乗り込み航海を行った時の証言であり、1853年に出版された。1877年にインド担当省を辞めた後、執筆が主な収入源になった。王立地理学会やその他学術団体に出す論文や報告書に加えて、歴史書、伝記、旅行記を書き、多くは一冊の本になった。スペイン語から英語への翻訳も多く、ペルーのキチュア語については文法書と辞書も制作した。
以下は著作のリストである。
- Franklin's Footsteps (1852) London, Chapman and Hall
- Cuzco ... and Lima (1856) London, Chapman and Hall
- Travels in Peru and India (1862) London, John Murray
- Contribution Toward a Grammar and Dictionary of Quichua (1864) London, Trubner & Co,
- A History of the Abyssinian Expedition (1869) London, Macmillan
- A Life of the Great Lord Fairfax (1870) London, Macmillan
- Ollanta: an ancient Ynca drama (1871) London, Trubner & Co
- The Countess of Chinchon and the cinchona genus (1874) London, Trubner & Co
- General Sketch of the History of Persia (1874) London, Longman Green
- The Threshold of the Unknown Regions(1875) London, Samson Low
- Narrative of the mission of George Bogle to Tibet (1877) London, Trubner & Co
- A Memoir of the Indian Surveys (1878) London, W.H. Allen
- Peruvian Bark (1880) London, John Murray
- The Voyages of William Baffin, 1612–1622 (1881) London, Hakluyt Society
- The War between Peru and Chile (1881) London, Samson Low
- A narrative of the life of Admiral John Markham (1883) London, Low Marston Searle & Rivington
- The Sea Fathers (1885) London, Cassell
- Life of Robert Fairfax of Steeton, Vice-admiral (1885) London, MacMillan & Co,
- The Fighting Veres (1888) London, Samson Low
- The Life of John Davis the Navigator (1889) London, George Philip and Son
- The Life of Christopher Columbus (1892) London, George Philip and Son
- The History of Peru (1892) Chicago, Charles H Sergel
- Major James Rennel and the Rise of Modern English Geography (1895) London, Cassell & Co
- The paladins of Edwin the Great (1896) London, Adam & Charles Black
- Richard III: his life and character (1906) London, Smith, Elder & Co
- The Story of Minorca and Majorca (1909) London, Smith, Elder & Co
- The Incas of Peru (1912) London, John Murray
- The Lands of Silence (completed by F.H.H. Guillemard, 1921) Cambridge, Cambridge University Press

## 関連図書
- Markham, Clements (1986). Holland, Clive. ed. Antarctic Obsession: a personal narrative of the origins of the British National Antarctic Expedition, 1901–1904. Norfolk, UK: Erskine Press. ISBN 0-948285-09-5
- Spufford, Francis (1997). I May Be Some Time. Ice and the English Imagination. London: Faber & Faber. ISBN 0-571-17951-7